# Francesco Ier Sforza de Caravage

Armes de la famille de Sforza

Francesco Ier Sforza de Caravage, né peu avant le 14 décembre 1550 et mort en 1576, est un aristocrate italien, marquis de Caravaggio qui se situe dans la province de Bergame en Lombardie (Italie). 
Il est le fils de Muzio Ier Sforza de Caravage et de Faustina Sforza de Santa Fiora, fille de Bosio II Sforza de Santa Fiora et de Costanza Farnèse.
Il est le témoin en 1571 du mariage des parents du peintre Michelangelo Merisi, dit Caravage ; il est par ailleurs l'employeur de son père Fermo Merisi. La femme de Francesco Sforza, Costanza Colonna, joue à plusieurs reprises un rôle de protectrice pour Caravage.